# 亞美尼亞—亞塞拜然邊境危機

Map showing the location of the clashes on the Armenia-Azerbaijan border

Map showing the territories of Armenia occupied by Azerbaijan (2023)

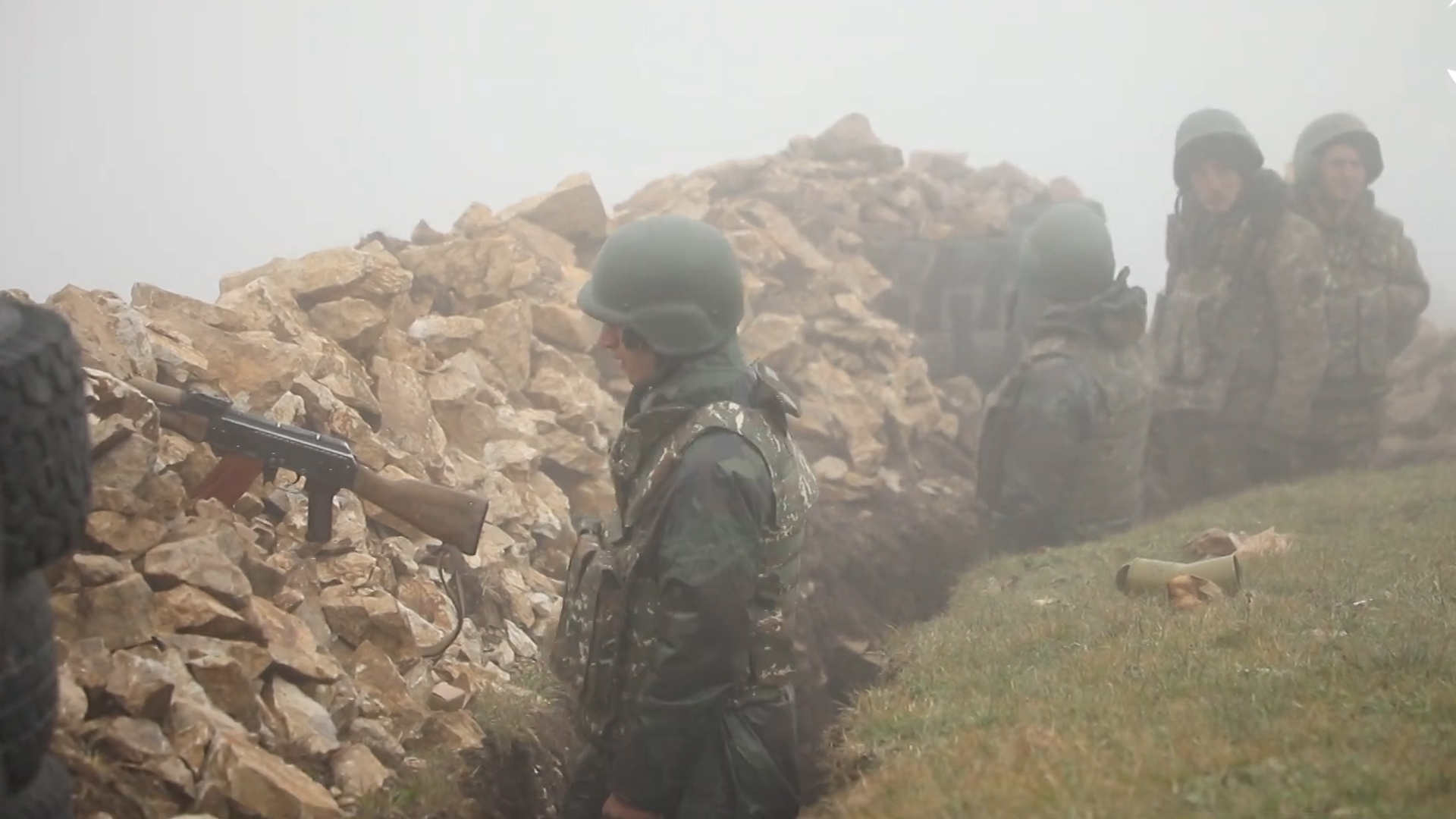
Military positions of the Armenian forces in the Gegharkunik Province (northeastern direction) of Armenia, which were attacked by Azerbaijani forces on 28 July 2021, according to the Armenian Ministry of Defense

2021年5月12日，阿塞拜疆士兵越过数公里进入亚美尼亚的休尼克州和格加爾庫尼克州，占领了上述地区，此后亚美尼亚和阿塞拜疆军队一直在边界地区发生冲突。截至2021年7月，阿塞拜疆还没有从国际承认的亚美尼亚领土上撤军，尽管欧洲议会、美国和法国都呼吁撤军。
这场危机在7月份进一步升级，亚美尼亚和纳赫奇万边境发生冲突。冲突随后蔓延到格加爾庫尼克州－克尔巴贾尔区边界，双方都有伤亡报告。

## 背景
在2020年纳戈尔诺-卡拉巴赫战争之前，亚美尼亚-阿塞拜疆边界上的4个阿塞拜疆地区被阿尔察赫共和国军队占领。亚美尼亚在2020年的纳戈尔诺-卡拉巴赫战争中失败，阿塞拜疆重新获得对其占领领土的控制后，亚美尼亚和阿塞拜疆之间的边界划分问题立即出现。在2020年战争之前，亚美尼亚和亚美尼亚占领的阿塞拜疆地区之间没有实际边界，一些亚美尼亚村庄正在向阿塞拜疆领土扩张，而一些水源和牧场则在阿塞拜疆的土地上。
此外，还有其他与边界有关的问题，因为亚美尼亚自1990年代以来控制着阿塞拜疆哈萨克区的几个村庄，包括3个阿塞拜疆飞地，以及纳希切万自治共和国的一个飞地村庄卡尔基，而阿塞拜疆控制着亚美尼亚飞地村庄巴什肯德。
2021年4月13日，阿塞拜疆总统伊尔哈姆·阿利耶夫对亚美尼亚首都埃里温、赞格祖尔和塞万提出领土主张，宣称它们是阿塞拜疆的“历史土地”。在2021年4月的一份声明中，他表示，如果亚美尼亚不同意提供一条从纳希切万经由亚美尼亚的休尼克州通往阿塞拜疆西部的走廊，那么阿塞拜疆将使用武力建立这条走廊。

## 时间线

### 2021年五月
有报道称，阿塞拜疆士兵于5月12日在亚美尼亚-阿塞拜疆边界沿线的两个地区越境进入亚美尼亚领土。亚美尼亚总理尼科尔·帕希尼扬说，关于阿塞拜疆在塞夫湖推进的报道是正确的，阿塞拜疆撤军的谈判正在进行中，亚美尼亚军队在没有发生任何小规模冲突的情况下停止了推进。

### 2022年八月
阿塞拜疆国防部宣布要在拉钦走廊开展反恐行动。8月3日，阿塞拜疆和亚美尼亚在边境地区发生冲突。2名亚美尼亚士兵死亡，14人受伤。阿塞拜疆方面1人死亡。

### 2022年九月
9月初，亞美尼亞指責阿塞拜疆殺害了一名亞方士兵。
9月12日夜間至13日凌晨，阿塞拜疆和亚美尼亚边境发生大规模武装冲突。亞美尼亞方面表示亞方有49名軍人陣亡。阿塞拜疆方面表示阿方有50人死亡。13日9時，亞美尼亞與阿塞拜疆達成停火，但停火協議達成後雙方再度交火。9時15分，雙方恢復停火。美国呼吁两国立即停火。土耳其外长呼吁亚美尼亚停止挑衅。亞美尼亞總理要求俄羅斯履行共同防禦條約，同時亞美尼亞還向集體安全條約組織及聯合國安理會請求援助。伊朗敦促雙方以和平方式解決爭端。法國總統馬克宏呼籲雙方加強談判。联合国秘书长发言人呼籲雙方通过对话解決問題。
9月14日，亚美尼亚国防部指責阿塞拜疆武装力量利用火炮和攻击型无人机再次对亚方目标发动袭击。

### 2023年4月
4月11日，两国武装部队在边境地区交火，造成至少7名士兵死亡。

### 2023年9月
9月1日，两国武装部队在边境地区交火，造成至少4人死亡。